# خشگناب
خُشکَناب با نام ترکی و قدیمی قورو‌نو، یکی از روستاهای استان آذربایجان شرقی است که در دهستان عباس شرقی بخش تیکمه‌داش شهرستان بستان‌آباد واقع شده‌است. این روستا زادگاه خانواده شهریار بود اما خود استاد در تبريز به دنیا آمده بود.این روستا ۷۰۰۰ الی ۲۲۰۰۰ نفر جمعیت دارد. 

## موقعیت
این روستا در دامنه کوه به صورت شیب دار واقع شده‌است. روستای خشگناب در دامنه‌های کوه‌های بزقوش واقع شده و آب و هوای آن در بهار و تابستان معتدل و مطبوع و در پاییز و زمستان سرد می‌باشد. این روستا از سطح دریا ۱۸۱۰ متر ارتفاع دارد.
خشگناب، در گذشته یکی از روستاهای آباد منطقه بستان‌آباد در آذربایجان بود که امروزه به یکی از روستاهای کم جمعیت تبدیل شده‌است. این روستا با قرار داشتن در نزدیکی یکی از شاخه‌های مهم جاده ابریشم (جاده ارتباطی میانه- تبریز)، از قدمتی طولانی برخوردار است.
این روستا دارای حدود ۸ خانوار و جمعیتی بالغ بر ۲۲ نفر می‌باشد. مختصات جغرافیایی ۴۷ درجه و ۷ دقیقه طول شرقی و ۳۷ درجه و ۴۱ دقیقه عرض شمالی، در ۲۳ کیلومتری شهر تیکمه‌داش، ۳۸ کیلومتری شهرستان بستان‌آباد و ۸۳ کیلومتری تبریز قرار دارد.

## شخصیتهای مهم
از شخصیت‌های مهمی که در این روستا روزهای کودکی خود را گذراندند، می‌توان وکیل سید اسمعیل موسوی معروف به حاج میر آقای خشگنابی و استاد شعر ادب فارسی و ترکی محمدحسین بهجت تبریزی ملقب به شهریار را نام برد؛ که در منظومه حیدر بابایه سلام خود از این روستا و کوه حیدربابا در روستای خشگناب نام برده‌است.

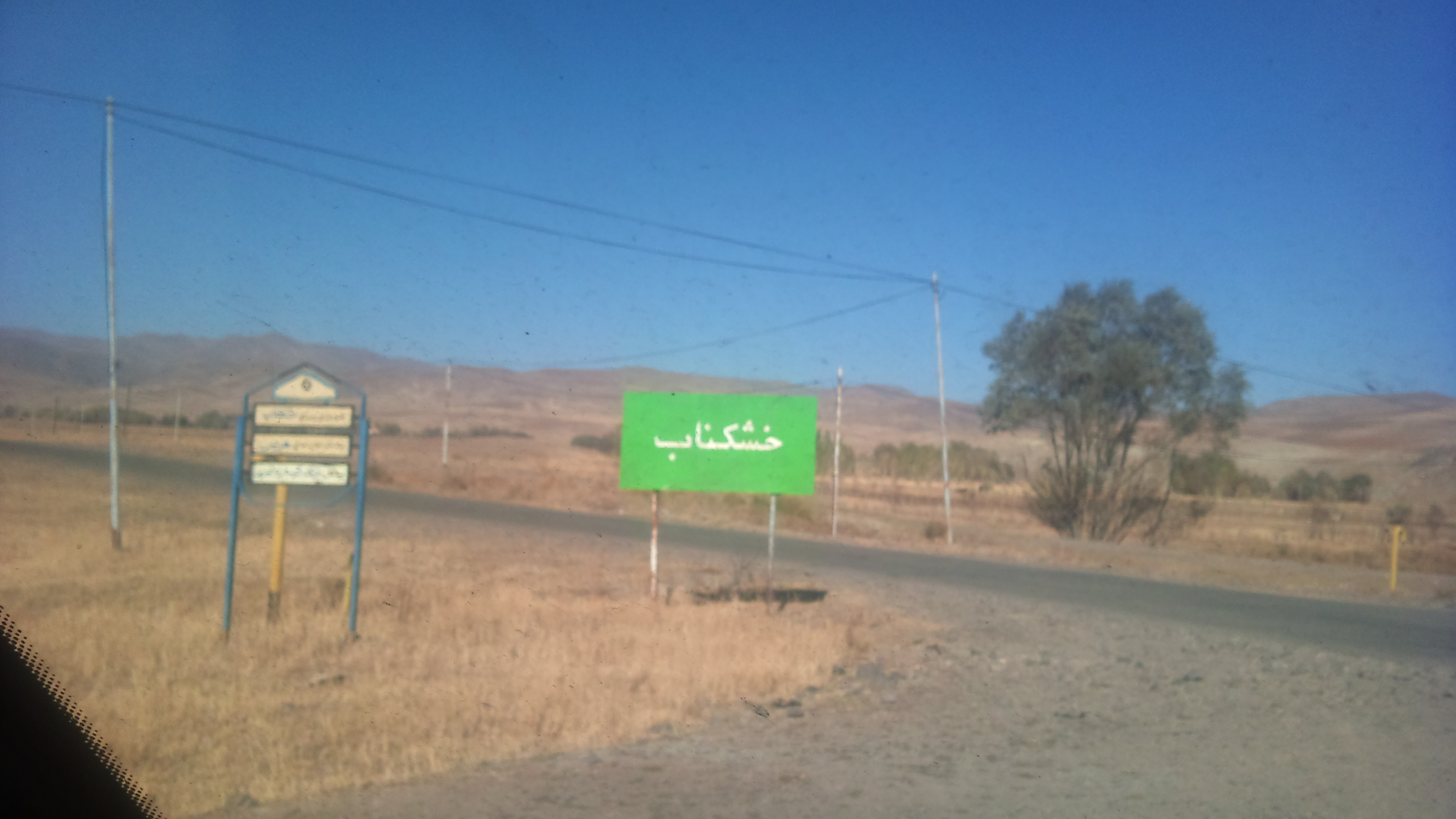
ورودی روستای خشکناب سه راه اندیس
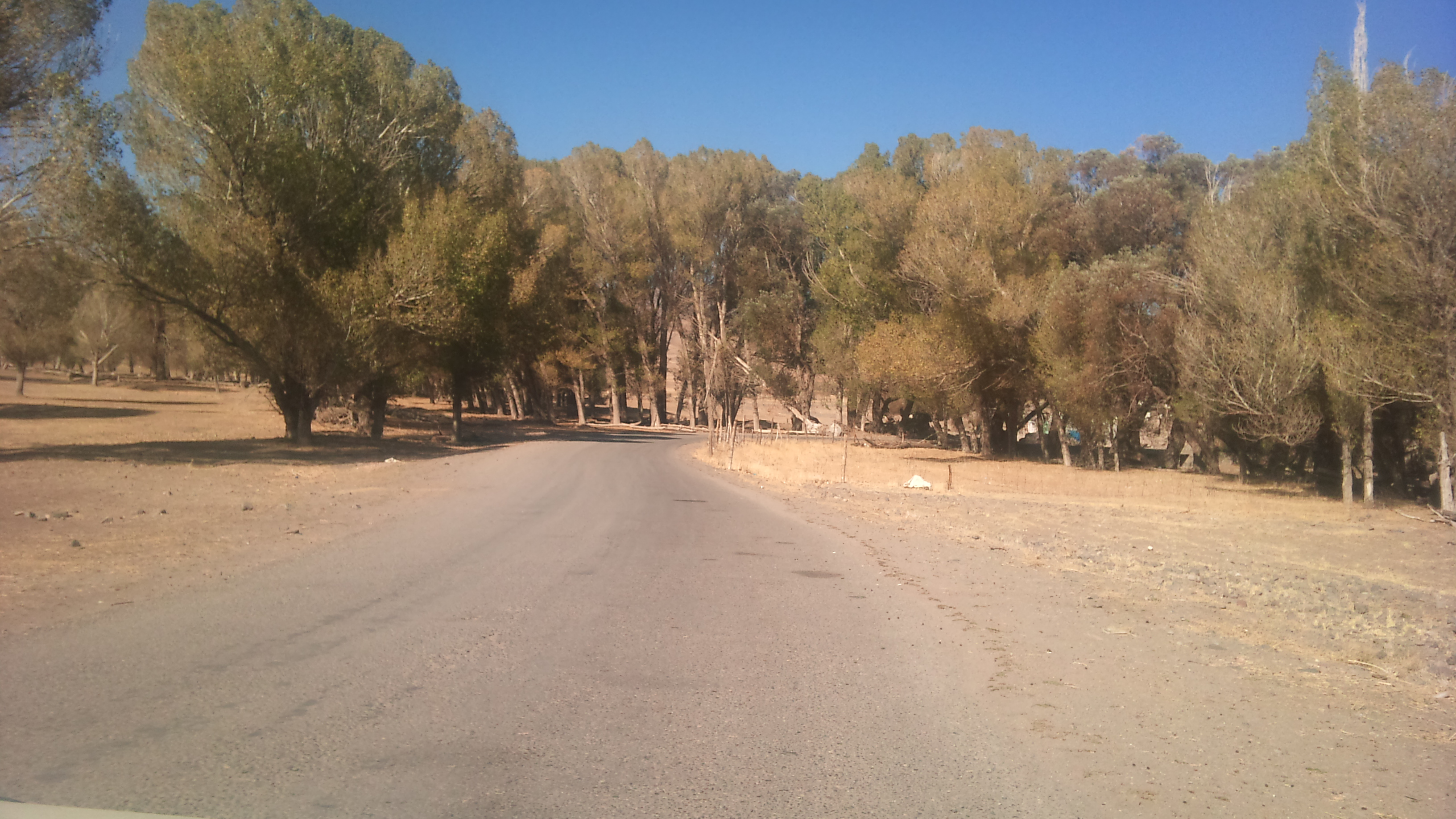
ورودی روستای خشکناب
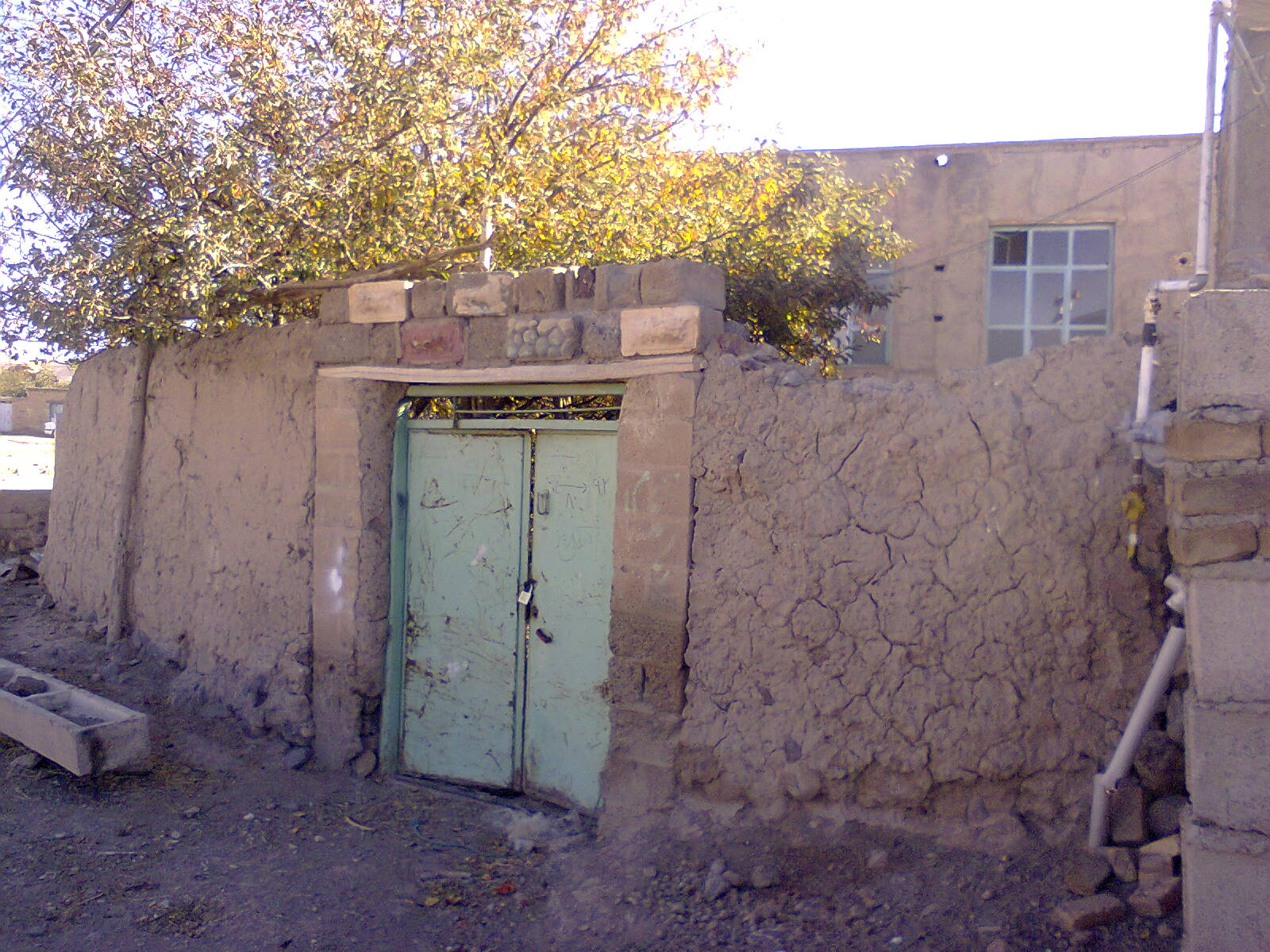
خانه‌ای در خشکناب